# 樹音
木咲樹音（きざき　じゅね ,本名 川﨑樹音,川崎樹音, 1995年4月28日—）是日本的童星。屬於Stardust Promotion的一員。
血型是B型。身高152公分。目標是想長高一點。從2003年開始，在受歡迎的節目『天才兒童MAX』中擔任TV戰士到2008年度。（在節目中是以本名「川﨑樹音」演出）。 另外也有開設個人網誌。

## 天才兒童MAX
- 在『天才兒童MAX』的演出目前是第4年，是唯一留下來的MAX1期生TV戰士。從小學2年級開始演出，如果能一直演出到天才兒童MAX最高年級的國中2年級的話、將是節目中第一位連續演出7年的。
- 是在『紙飛機達陣賽』中，被稱為「紙フトの女神(紙飛機達陣賽的女神)」的技巧卓越選手。從2004年度開始在「レインボー・ガーディアンズ」中以良好成績受到注目,2005年度屬於「蒸氣魔術師・ワルブル」隊。雖然曾有一陣子降級到K-2,從單元中消失，但是經由「K-1昇級賽」的勝利而復活，最後引導隊伍得到優勝。2006年度屬於「ムサシ・ジョウネッツ」隊。作為四分衛而活躍，在第1回合賽中為隊伍的大逆轉優勝作出了很大的貢獻。附帶一提的是，其競爭對手的藤本七海也同樣以「女神」的寶座作為目標。
- 在每年舉行的『天才兒童MAX・夏季與冬季公演』中，每次都扮演個性強烈的角色。特別是在2003年度冬季公演中扮演「モンキーズ(猴子們)」之一的角色（『這個角色是出自西遊記』中的孫悟空）,2004年度夏季公演中的「警部」一角，給觀眾們留下了強烈的印象。2006年度夏季公演中，演出準主角級的角色，展現了不愧是資深TV戰士的演技。
- 在2006年度的『這裡是「週刊優克迪爾」編輯部』中，以「私はビッグ！！(我是大的!!)」為題，表示她之前身高只有110公分，在搭乘客滿的電車時總是被歐吉桑們的屁股擠扁了。但今年一口氣長高了10公分，按照這種速度長下去的話,30歳時就和大象一樣高,40歲時就和長頸鹿一樣高，可以輕鬆地把歐吉桑們推回去了。

## 主要作品

### 電視
- NHK教育電視台『天才兒童MAX』(2003年度-2008年度)
- NHK教育電視台「宇宙船蘇菲亞號的冒險（天才兒童MAX外傳）」（2005年）
- 富士電視台『僕の生きる道』(2003年)
- ネクストプリンセス（2009年-）

### 電影
- 守ってあげたい(2003年)

### 廣告
- チキータバナナ「チキータ・デビュー篇」
- ティンカーベル
- ホンダ
- 不二家
- MTV
- 日立グループ

### PV
- 星村麻衣「STAY WITH YOU」(ソニー・ミュージック・アソシエイテッド・レコーズ)

### 雜誌
- SSコミュニケーションズ「セサミ」
- 小学館「ヴィバーチェ」「マフィン」
- 三起商行「ミキハウスラブ」
- ブティック社「1,5mでつくる子供服」
- 世界文化社「家庭画報」
- 主婦と生活社「私のカントリー」
- 日本ヴォーグ社「安眠マクラ」「こどものゆかた＆じんべい」「子供たちのフォーマルウェア」
- 藤久「ペトラ手編糸 ニットメッセージ2001-2002」

### カタログ
- 三越 フェリシモ「はいせんす絵本」ベストライン「作務衣かたろぐ」雜誌廣告
- リトルアンデルセン「アースマジック」
- ディズニー

### CD
- NHK天才てれびくんMAX「MTK the 8th」(哥倫比亞音樂娛樂)
- NHK天才てれびくんMAX「MTK the 9th」(哥倫比亞音樂娛樂)
- NHK天才てれびくんMAX「MTK The BEST for LIFE」(哥倫比亞音樂娛樂)
- NHK天才てれびくんMAX「MTK the 10th」(哥倫比亞音樂娛樂)
- NHK天才てれびくんMAX「MTK the 11th」（哥倫比亞音樂娛樂）
- NHK天才てれびくんMAX「MTK the 12th」（哥倫比亞音樂娛樂）
- NHK天才てれびくんMAX「MTK the 13th」（哥倫比亞音樂娛樂）

## 外部連結
- 個人網誌 （页面存档备份，存于）
- 官方個人簡介 （页面存档备份，存于）
- スターダストプロモーション （页面存档备份，存于）